# François-Joseph de Champagny

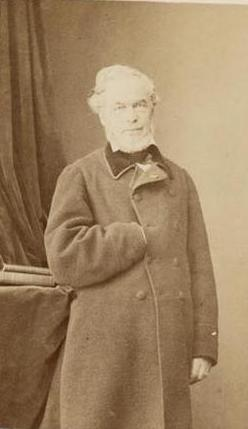
François-Joseph de Champagny

Franz de Champagny (eigentlich Francois Joseph Marie Thérèse Nompère de Champagny, marquis de Cadore), (* 8. September 1804 in Wien; † 4. Mai 1882 in Paris) war ein französischer Historiker und Publizist.

## Leben
Champagny war der dritte Sohn von Jean-Baptiste Nompère de Champagny und Mitarbeiter am Ami de la religion und am Correspondant.
Champagny gehörte mit zu den Gründern der Revue contemporaine und wurde 1869 zum Mitglied der Académie française gewählt. 

## Werke
- Un mot d’un catholique (1844)
- L’homme à l’école de Bossuet (1847, 2 Bde.)
- Du projet de loi sur la liberté d’enseignement (1847)
- De la propriétè (1849)
- Du Germanisme et du Christianisme (1850)
- La charité chrétienne dans les premiers siècles de l’Église (1854)
- De la critique contemporaine (1864)
- Le chemin de la vérité (2. Aufl. 1874)

### Sonstigen Publikationen
- ein Auszug aus den Werken des berühmten Geistlichen, und eine französische Übertragung der Briefe und Reden von Donoso Cortès (1850).
- Sein Hauptwerk ist die Histoire des Césars (1841–43, 4 Bde.; 2. Aufl. 1853), deren Fortsetzungen unter den Titeln: Les Antonins (1863, 3 Bde.; 2. Aufl. 1866) und Les Césars du III. siècle (1870 u. öfter, 3 Bde.) erschienen.